# Спутник (премия, 2005, январь)
9-я церемония ежегодной премии Golden Satellite Awards в честь лучших фильмов 2004 года была проведена 23 января 2005 года.

## Лауреаты и номинанты

### Фильмы

#### Лучший фильм — Драма
Отель «Руанда»
- Авиатор
- Убить Билла. Фильм 2
- Кинси
- Мария, благодати полная
- Вера Дрейк

#### Лучший фильм — Мюзикл или Комедия
На обочине
- Водная жизнь Стива Зиссу
- Венецианский купец
- Наполеон Динамит
- Призрак Оперы
- Рэй

#### Лучшая режиссёрская работа
Мел Гибсон — Страсти Христовы
- Билл Кондон — Кинси
- Тэйлор Хэкфорд — Рэй
- Джошуа Марстон — Мария, благодати полная
- Александр Пэйн — На обочине
- Мартин Скорсезе — Авиатор

#### Лучший актёр — Драма
Дон Чидл — Отель «Руанда»
- Кевин Бейкон — Дровосек[англ.]
- Хавьер Бардем — Море внутри
- Гаэль Гарсиа Берналь — Че Гевара: Дневники мотоциклиста
- Джонни Депп — Волшебная страна
- Лиам Нисон — Кинси
- Шон Пенн — Убить президента. Покушение на Ричарда Никсона[англ.]

#### Лучший актёр — Мюзикл или Комедия
Джейми Фокс — Рэй
- Джерард Батлер — Призрак Оперы
- Джим Керри — Вечное сияние чистого разума
- Пол Джаматти — На обочине
- Кевин Клайн — Любимчик[англ.]
- Билл Мюррей — Водная жизнь Стива Зиссу

#### Лучшая актриса — Драма
Хилари Суонк — Малышка на миллион
- Лора Линни — Постскриптум[англ.]
- Каталина Сандино Морено — Мария, благодати полная
- Имельда Стонтон — Вера Дрейк
- Ума Турман — Убить Билла. Фильм 2
- Сигурни Уивер — Вымышленные герои

#### Лучшая актриса — Мюзикл или Комедия
Аннетт Бенинг — Театр
- Джена Мэлоун — Спасённая[англ.]
- Натали Портман — Страна садов
- Эмми Россум — Призрак Оперы
- Керри Вашингтон — Рэй
- Кейт Уинслет — Вечное сияние чистого разума

#### Лучший актёр второго плана — Драма
Кристофер Уокен — Свихнувшиеся
- Дэвид Кэррадайн — Убить Билла. Фильм 2
- Джейми Фокс — Соучастник
- Альфред Молина — Человек-паук 2
- Клайв Оуэн — Близость
- Питер Сарсгаард — Кинси

#### Лучший актёр второго плана — Мюзикл или Комедия
Томас Хейден Чёрч — На обочине
- Джозеф Файнс — Венецианский купец
- Джереми Айронс — Театр (фильм, 2004)
- Питер Сарсгаард — Страна садов
- Марк Уолберг — Взломщики сердец
- Патрик Уилсон — Призрак Оперы

#### Лучшая актриса второго плана — Драма
Джина Роулендс — Дневник памяти
- Кейт Бланшетт — Авиатор
- Дэрил Ханна — Убить Билла. Фильм 2
- Лора Линни — Кинси
- Натали Портман — Близость
- Кира Седжвик — Дровосек[англ.]

#### Лучшая актриса второго плана — Мюзикл или Комедия
Реджина Кинг — Рэй
- Линн Коллинз — Венецианский купец
- Минни Драйвер — Призрак Оперы
- Клорис Личмен — Испанский английский
- Вирджиния Мэдсен — На обочине
- Шарон Уоррен[англ.] — Рэй

#### Лучший анимированный или смешанный фильм
Суперсемейка
- Полярный экспресс
- Губка Боб Квадратные Штаны
- Любимец учителя[англ.]
- Отряд «Америка»: Всемирная полиция

#### Лучший художник-постановщик
Любимчик
- Авиатор
- Дом летающих кинжалов
- Призрак Оперы
- Небесный капитан и мир будущего
- Ярмарка тщеславия

#### Лучший актёрский состав
На обочине
- Томас Хейден Чёрч, Пол Джаматти, Вирджиния Мэдсен, Сандра О

#### Лучшая операторская работа
Дом летающих кинжалов
- Долгая помолвка
- Авиатор
- Лемони Сникет: 33 несчастья
- Призрак Оперы
- Человек-паук 2

#### Лучший дизайн костюмов
Ярмарка тщеславия
- Авиатор
- Любимчик[англ.]
- Дом летающих кинжалов
- Призрак Оперы
- Небесный капитан и мир будущего

#### Лучший документальный фильм
Двойная порция
- Born into Brothels[англ.]
- The Fuente Family: An American Dream
- Lightning in a Bottle
- Касаясь пустоты
- Тупак: Воскрешение

#### Лучший монтаж
Соучастник
- Авиатор
- Близость
- Дом летающих кинжалов
- Лемони Сникет: 33 несчастья
- Человек-паук 2

#### Лучший фильм на иностранном языке
Море внутри (Mar adentro) • Испания
- Дурное воспитание (La mala educación) • Испания
- Не уходи (Non ti muovere) • Италия
- Дом летающих кинжалов (Shi mian mai fu) • Китай
- Че Гевара: Дневники мотоциклиста (Diarios de motocicleta) • Аргентина
- Долгая помолвка (Un long dimanche de fiançailles) • Франция

#### Лучшая музыка
«Наполеон Динамит» — Джон Суихарт
- «Красавчик Алфи, или Чего хотят мужчины» — Мик Джаггер, Джон Пауэлл и Дэвид Стюарт
- «Авиатор» — Говард Шор
- «Волшебная страна» — Ян Качмарек
- «Суперсемейка» — Майкл Джаккино
- «Человек-паук 2» — Дэнни Эльфман

#### Лучшая песня
«Million Voices» композиторы Jerry Duplessis, Andrea Guerra и Жан, Вайклеф — Отель «Руанда»
- «Believe» композиторы: Баллард, Глен и Сильвестри, Алан — Полярный экспресс
- «Blind Leading the Blind» композиторы: Джаггер, Мик и Стюарт, Дэвид Аллан — Красавчик Алфи, или Чего хотят мужчины
- «The Book of Love» композитор Стефин Меррит[англ.] — Давайте потанцуем
- «Learn to Be Lonely» композитор Ллойд Уэббер, Эндрю — Призрак Оперы
- «Shine Your Light» композитор Робертсон, Робби — Команда 49: Огненная лестница

#### Лучший адаптированный сценарий
Малышка на миллион — Хаггис, Пол
- Близость — Патрик Марбер[англ.]
- Призрак Оперы — Джоэл Шумахер
- На обочине — Пэйн, Александр и Джим Тейлор

#### Лучший оригинальный сценарий
Рэй — Джеймс Л. Уайт
- Авиатор — Джон Логан
- Соучастник — Стюарт Битти
- Отель «Руанда» — Терри Джордж[англ.] и Кейр Пирсон[англ.]
- Кинси — Билл Кондон
- Водная жизнь Стива Зиссу — Уэс Андерсон и Ной Баумбах

#### Лучший звук
Соучастник
- Авиатор
- Призрак Оперы
- Человек-паук 2
- Код 46

#### Лучшие визуальные эффекты
Авиатор 

 Дом летающих кинжалов
- Соучастник
- Вечное сияние чистого разума
- Небесный капитан и мир будущего
- Человек-паук 2

### Телевидение

#### Лучший актёр драматического сериала
Мэттью Фокс — Остаться в живых
- Винсент Д’Онофрио — Закон и порядок
- Энтони Лапалья — Без следа
- Джеймс Спейдер — Юристы Бостона
- Трит Уильямс — Любовь вдовца

#### Лучший актёр музыкального или комедийного сериала
Джейсон Бейтман — Замедленное развитие
- Зак Брафф — Клиника
- Ларри Дэвид — Умерь свой энтузиазм
- Берни Мак — Шоу Берни Мака[англ.]
- Дэймон Уэйанс — Моя жена и дети

#### Лучший актёр мини-сериала или телефильма
Джейми Фокс — Искупление
- Кит Кэррадайн — Дедвуд
- Мос Деф — Творение Господне
- Алан Рикман — Творение Господне
- Джеффри Раш — Жизнь и смерть Питера Селлерса

#### Лучшая актриса драматического сериала
Лорел Холломен — Секс в другом городе
- Дженнифер Гарнер — Шпионка
- Эванджелин Лилли — Остаться в живых
- Джоэли Ричардсон — Части тела
- Эмбер Тэмблин — Новая Жанна д’Арк

#### Лучшая актриса музыкального или комедийного сериала
Порша Де Росси — Замедленное развитие
- Марсия Кросс — Отчаянные домохозяйки
- Лорен Грэм — Девочки Гилмор
- Тери Хэтчер — Отчаянные домохозяйки
- Фелисити Хаффман — Отчаянные домохозяйки
- Майя Рудольф — Saturday Night Live

#### Лучшая актриса мини-сериала или телефильма
Дайан Уист — Пронзающий тьму
- Клеа Дюваль — Хелтер Скелтер
- Анджела Лэнсбери — Пронзающий тьму[англ.]
- Хелен Миррен — Главный подозреваемый 6: Последний свидетель
- Миранда Ричардсон — Потерянный принц

#### Лучший драматический сериал
Части тела (телесериал)
- Юристы Бостона
- Секс в другом городе
- Остаться в живых
- Щит (телесериал)

#### Лучший музыкальный или комедийного сериал
Отчаянные домохозяйки
- Замедленное развитие
- Шоу Берни Мака[англ.]
- Девочки Гилмор
- Клиника

#### Лучший мини-сериал
Потерянный принц
- 4400 (телесериал)
- American Family
- Последний король
- Главный подозреваемый 6: Последний свидетель
- Второе пришествие[англ.]

#### Лучший телефильм
Redemption: The Stan Tookie Williams Story
- Хелтер Скелтер
- Ангелы с железными зубами[англ.]
- Жизнь и смерть Питера Селлерса
- Творение Господне

#### Лучший актёр второго плана мини-сериала или телефильма
Найи, Билл — Потерянный принц
- Дуриф, Брэд — Дедвуд
- Гетти, Бальтазар — Traffic
- Мэйси, Уильям — Похищение Синатры[англ.]
- Кит МакЭрлин[англ.] — Пронзающий тьму[англ.]

#### Лучшая актриса второго плана мини-сериала или телефильма
Хьюстон, Анжелика — Ангелы с железными зубами
- Мастерсон, Мэри Стюарт — Творение Господне
- Маккрори, Хелен — Последний король
- Макки, Джина — Потерянный принц
- Уотсон, Эмили — Жизнь и смерть Питера Селлерса